# Simon Johannes van Douw

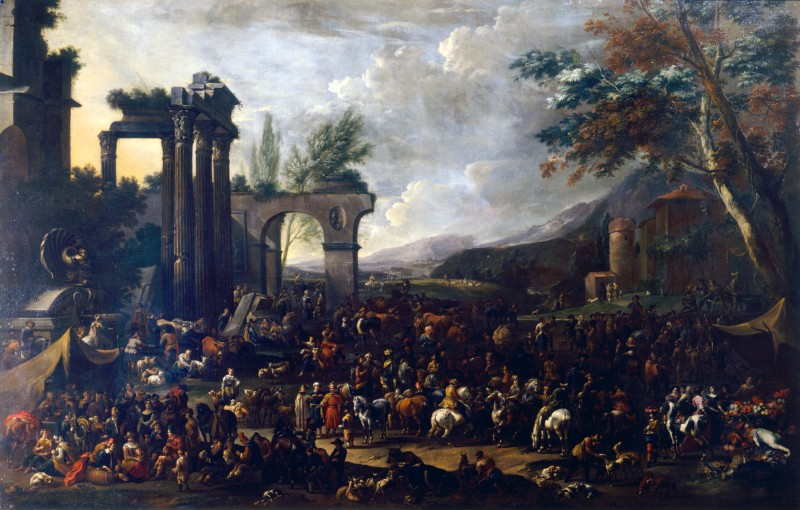
Capricho italianizante con escena de mercado, óleo sobre lienzo, Fondazione Cariplo.

Simon Johannes van Douw (ca. 1630-después de 1677) fue un pintor barroco flamenco especializado en la pintura de paisajes italianizantes.

## Biografía
Nacido probablemente en Amberes, allí se le documenta por primera vez en abril de 1654 al ser admitido como maestro en el gremio de San Lucas. Dos años después, en junio de 1656, contrajo matrimonio todavía en Amberes con Johanna Soolmaekers, pero inmediatamente aparece registrado en el gremio de San Lucas de Middelburg en Zelanda donde permaneció apenas un año. De 1659 a 1666 se le encuentra documentado en Róterdam. Allí redactó en 1660 su testamento, pero en 1666 había retornado a Amberes donde recibió como alumno a Pieter van Bloemen. Las noticias se pierden en 1677 cuando firmó la última obra conocida.

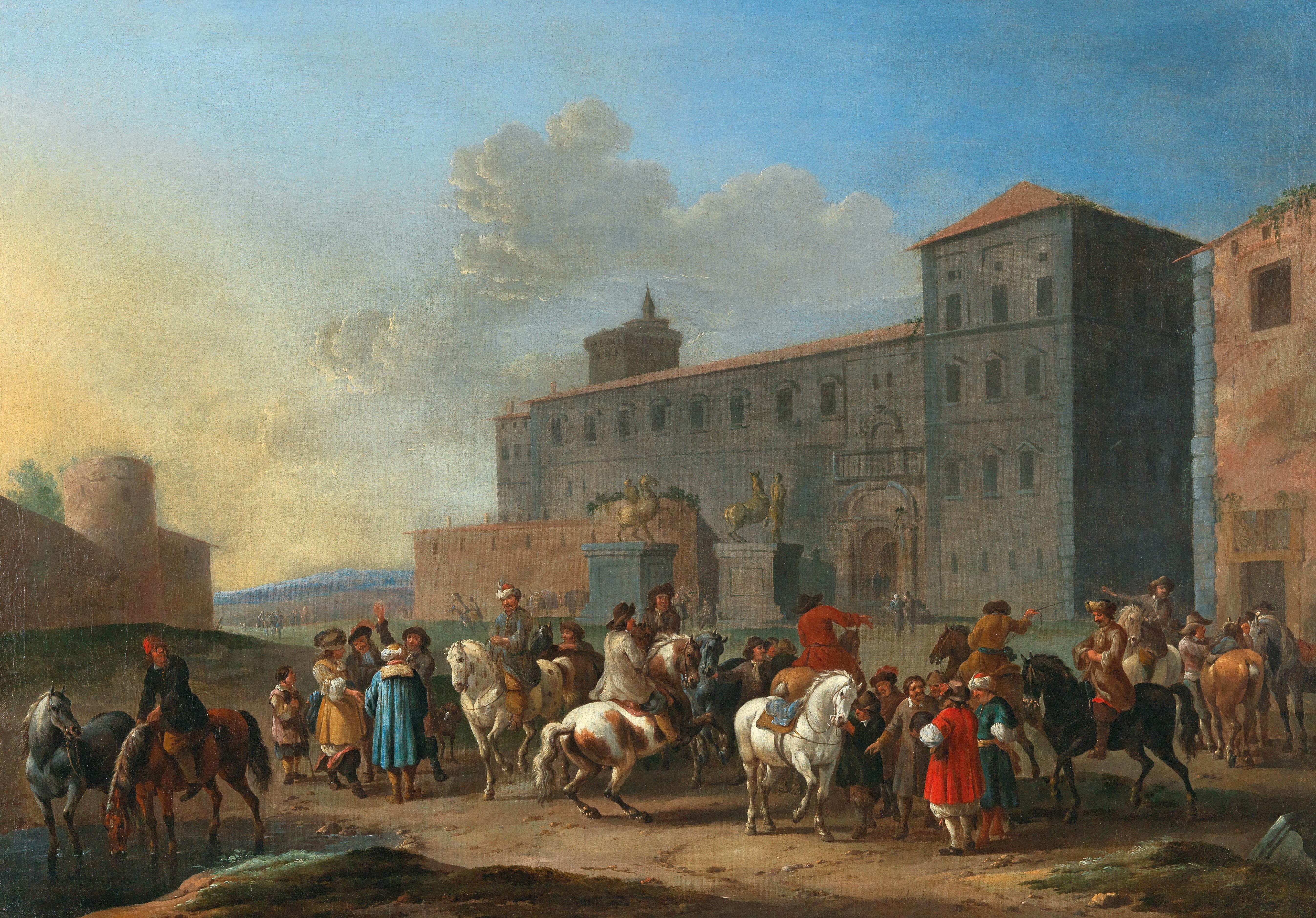
Mercado de caballos en la Piazza del Quirinale, Roma, óleo sobre tabla, 85 x 120 cm, colección particular.

Entre sus alumnos figura, además de Pieter van Bloemen, Carel Fonteyn. En 1664 fundó en Amberes una escuela de escenas de batalla, en la que participaron Pieter van Bloemen, Frank Valk y Pieter Verpoorten participaron en esta escuela.

## Obra
Sus temas preferidos son los paisajes con ruinas y múltiples figuras entre las que con frecuencia aparecen los caballos, ya sea como escenas de género y caza o como batallas, influido cada vez más por Philips Wouwerman.
No habiéndose documentado ningún viaje del pintor a Italia, la presencia de ruinas romanas en algunas de sus composiciones ha de explicarse por la utilización de estampas.